# 歌川広景
歌川 広景（うたがわ ひろかげ、生没年不詳）とは、江戸時代後期の浮世絵師。

## 来歴

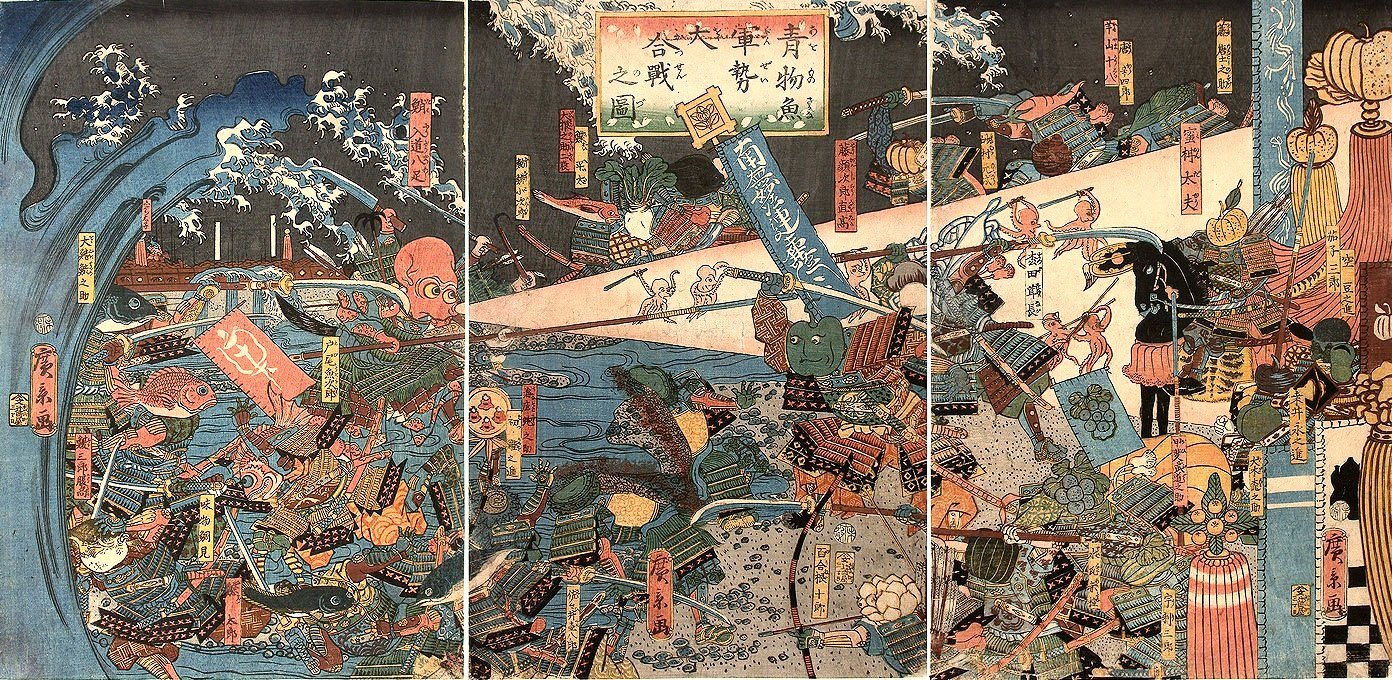
歌川広景筆 『青物魚軍勢大合戦之図』（安政6年10月）版元：辻岡屋文助

歌川広重の門人。画姓として歌川を称し、広景と号した。別号に一葉斎。井上和雄によると根拠は不明だが、広重の弟子で、安政から慶応（1854 - 1868年）にかけての頃、大判錦絵「江戸名所道化（戯）尽」31枚揃などの作を残している、としている。広景の画号と、落款の「広」の字が広重のものと似ていることから、広重の画系に連なる絵師と考えて問題ない。現在確認されている作品は65点。いずれも大判錦絵で、版本、摺物、肉筆浮世絵は確認できないという。実作品の改印を見ると、作画期は安政6年（1859年）正月から文久元年（1861年）8月までの僅か2年8ヶ月で、その多くが安政6年と万延元年（1860年）の2年間に集中している。なお「江戸名所道化（戯）尽」は、実際には全31点ではなく、全50点に目録1点をつけた全51点の揃いものである。
江戸市中の事件や触書などをまとめた藤岡屋日記の11巻によると、文久3年11月22日（1864年1月1日）に広景に対する『皇国有志』を名乗る者からの張り紙があった。内容は広景が安政6年に発表した『青物魚軍勢大合戦之図』は前年に流行したコレラと将軍継嗣問題を題材とした世相を示しており、更にこの図や諸国の城の絵などを横浜の異人に送った不穏な者であるとして広景を糾弾し、江戸市中の家主に対し広景の住所を知らせるよう訴え、隠せば同罪だという。広景の短い画業も、身の危険を感じての行動とも取れる。
なお、明治3年（1870年）から同7年（1874年）に活動した昇斎一景と同一人物とする説もある。実際、一景の「東京名所三十六戯撰」は広景の「江戸名所道化尽」を明治時代に置き換えた作風で同一人物でもおかしくはないが、これを裏付ける資料はなく判断は難しい。

## 作品
- 「江戸名所道戯尽」　大判　50枚揃　安政6年‐文久元年　太田記念美術館所蔵
  - 「江戸名所道化尽　三　浅草反甫の奇怪」　大判　安政6年　ナープルステク博物館所蔵
  - 「江戸名所道化尽　五　飛鳥山の花見」　大判　安政6年　　ナープルステク博物館所蔵
  - 「江戸名所道化尽　八　墨田堤の弥生」　大判　安政6年　　ナープルステク博物館所蔵
  - 「江戸名所道化尽　九　湯嶋天神の台」　大判　安政6年　　ナープルステク博物館所蔵
  - 「江戸名所道化尽　十　外神田佐久間町」　大判　安政6年　　ナープルステク博物館所蔵
  - 「江戸名所道化尽　廿四　数寄屋がし」　大判　安政6年　　ナープルステク博物館所蔵
  - 「江戸名所道化尽　三十二　上野広小路」　大判　安政6年　　ナープルステク博物館所蔵
  - 「江戸名所道化尽　三十五　吾嬬の森梅見」　大判　安政6年　　ナープルステク博物館所蔵
  - 「江戸名所道化尽　四十五　赤坂の景」　大判　安政6年　　ナープルステク博物館所蔵
- 「青物魚軍勢大合戦之図」　大判3枚続　安政6年　プーシキン美術館、太田記念美術館所蔵

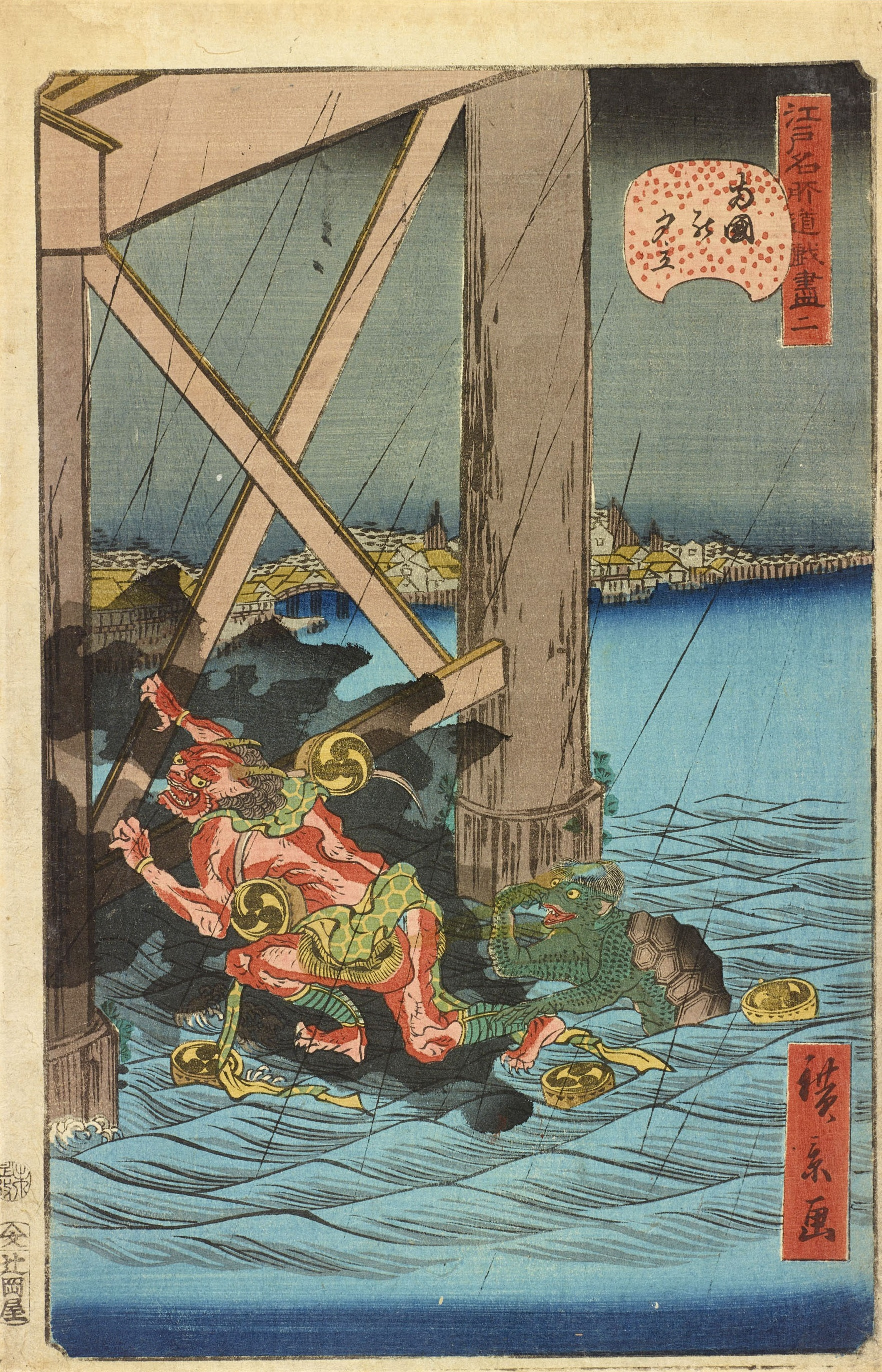
『江戸名所道戯盡　二　両國の夕立』版元：辻岡屋
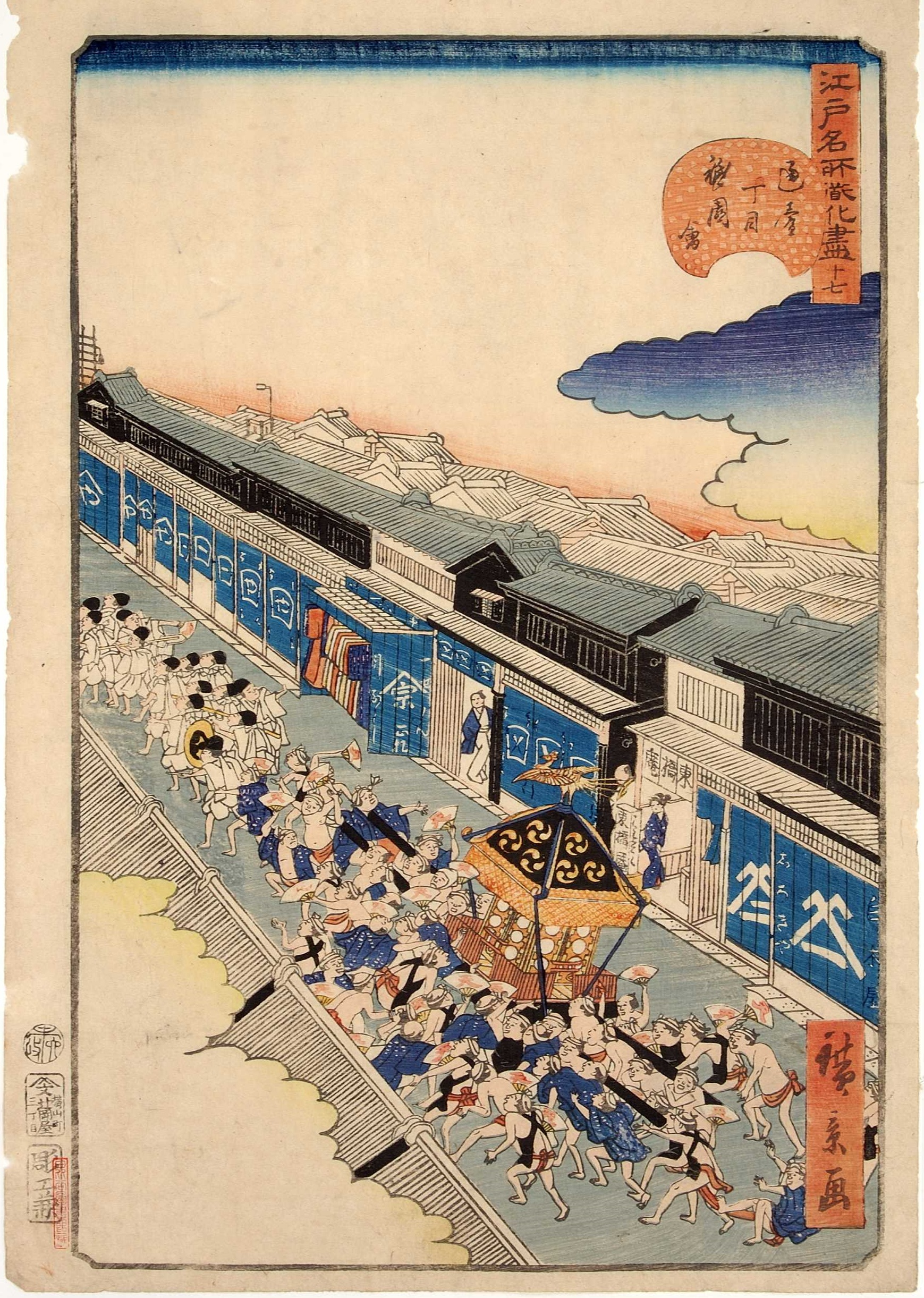
『江戸名所道戯盡　十七　通壱丁目祇園会』版元：辻岡屋
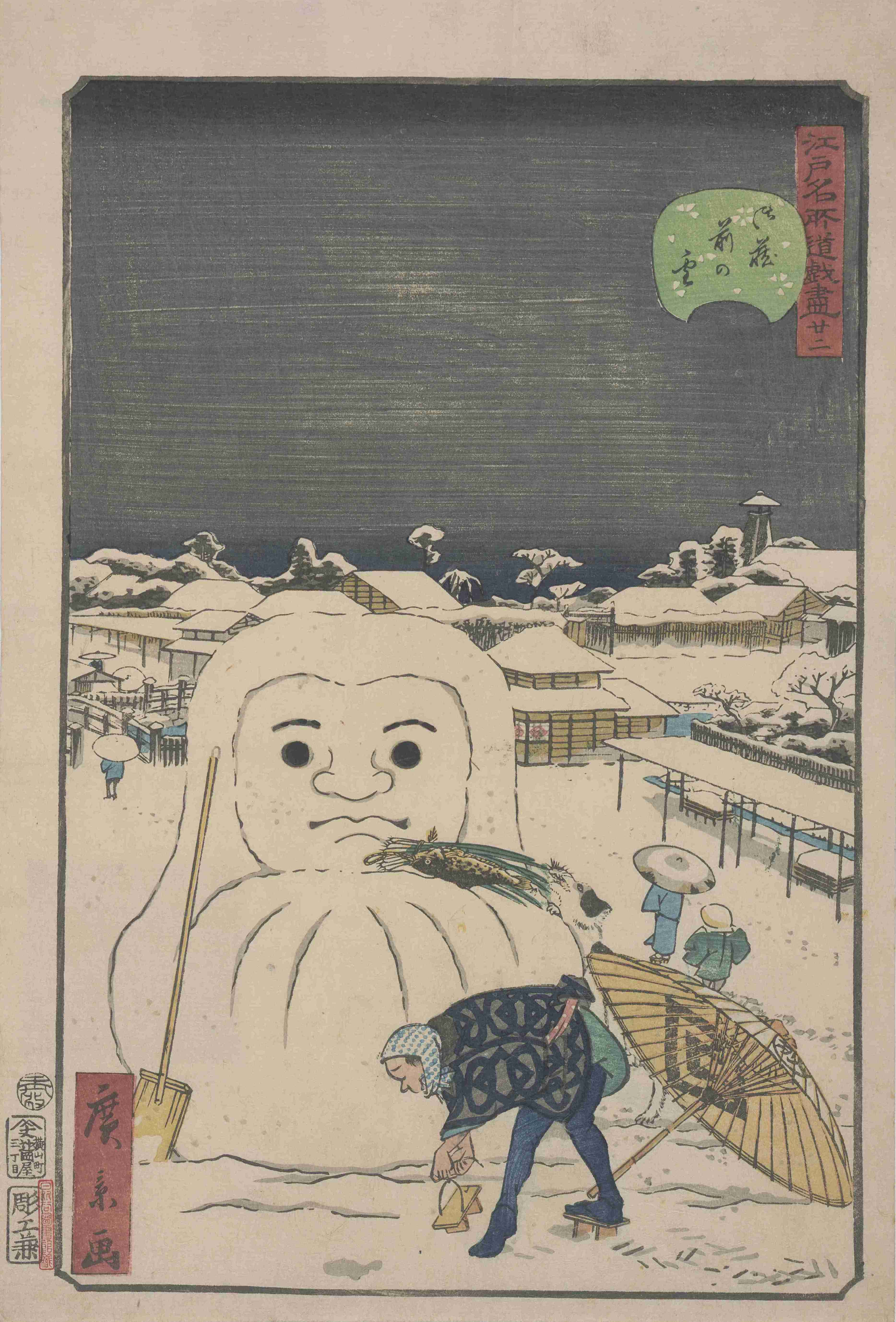
『江戸名所道戯盡　廿二　御蔵前の雪』版元：辻岡屋
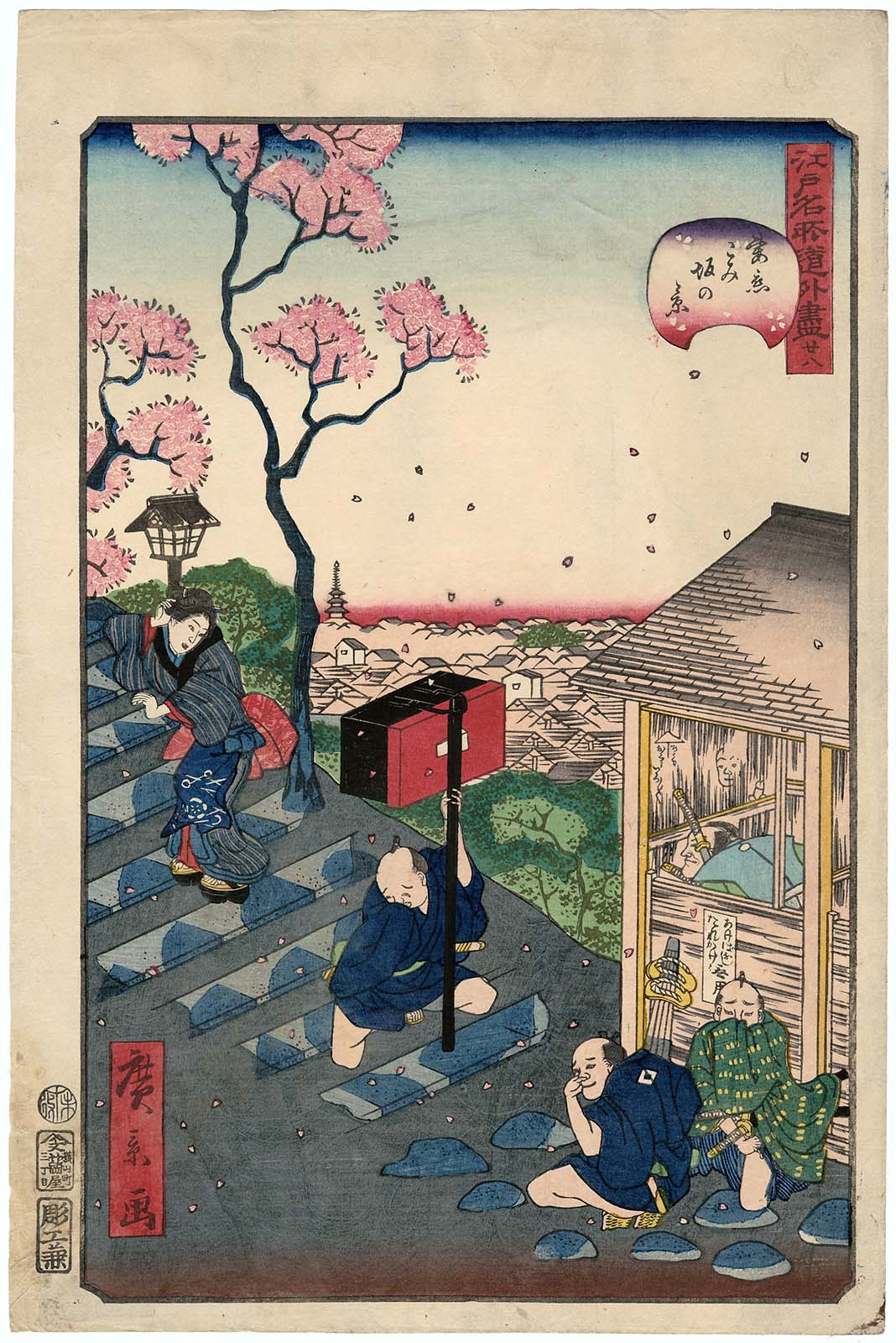
『江戸名所道戯盡　廿八　嬬恋こみ坂の景』版元：辻岡屋
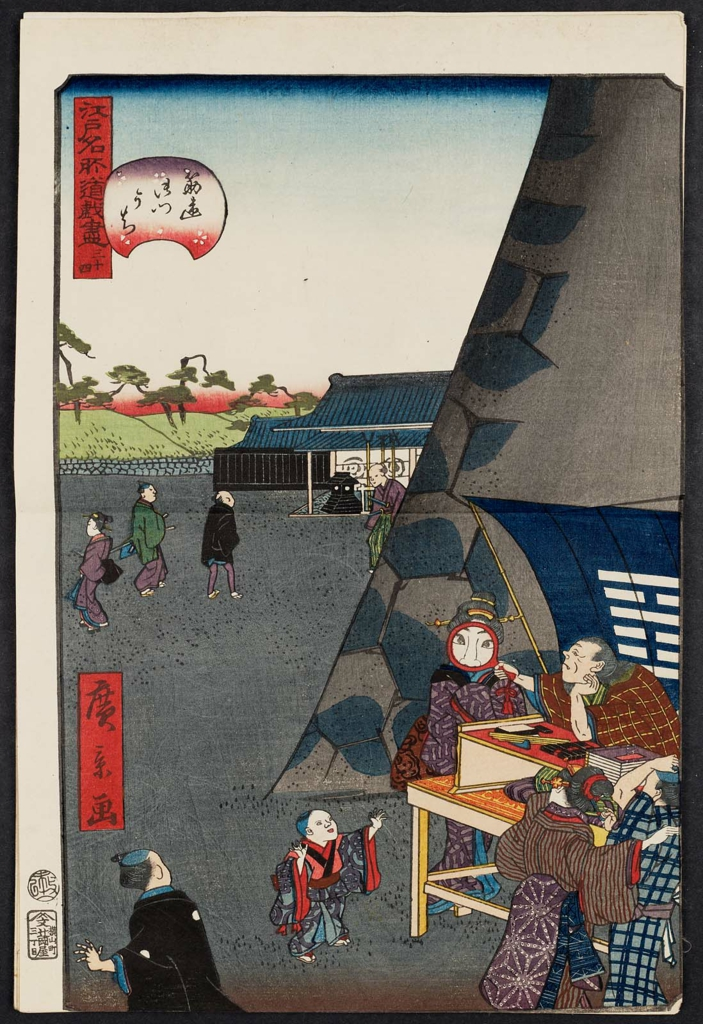
『江戸名所道戯盡　三十四　筋違御門うち』版元：辻岡屋
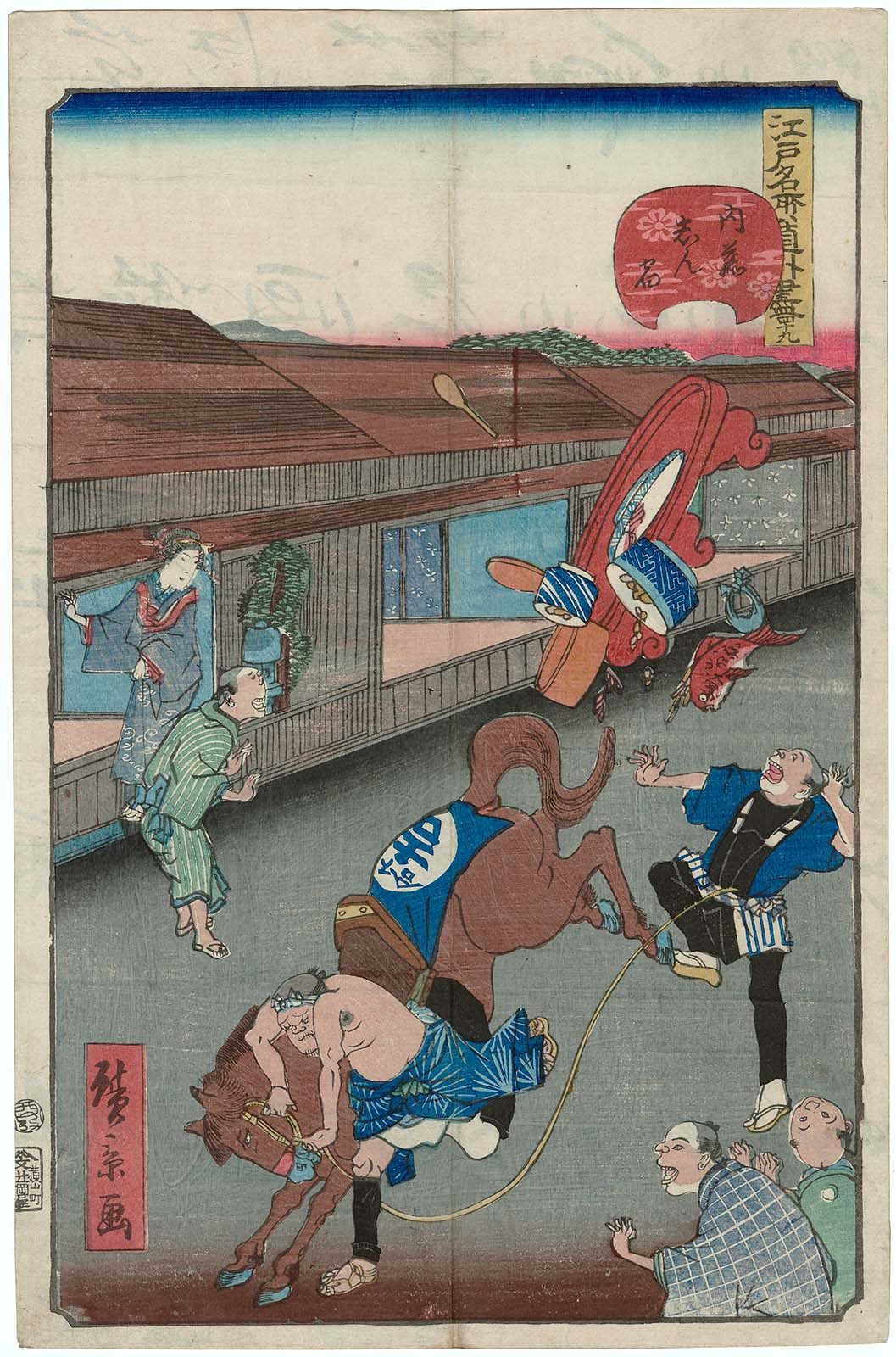
『江戸名所道戯盡　四十九　内藤志ん宿』版元：辻岡屋
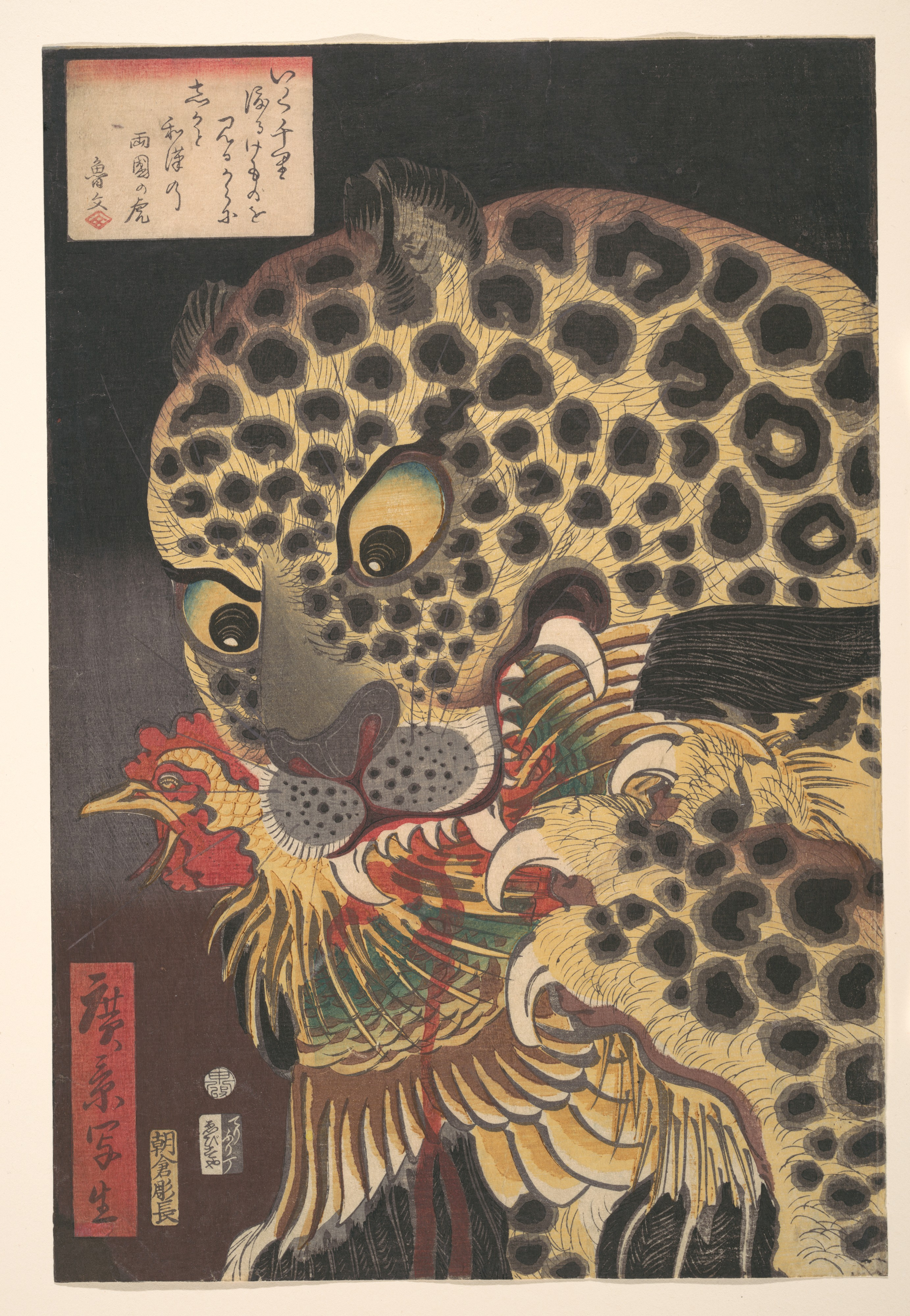
『両國の虎』版元：ゑびすや